# In de kracht van mijn leven
In de kracht van mijn leven is een gedicht van Isaac Asimov. Het gedicht verscheen onder de titel The prime of life aan het slot van zijn verhalenbundel Stranger in paradise, in Nederland uitgegeven als Vreemdeling in het paradijs. 
Het door Thomas Wintner vertaalde gedicht gaat over een fan. Deze fan heeft de liefde voor de literatuur van Asimov doorgekregen van zijn grootvader en vader, die ook liefhebbers van Asimovs verhalen waren. De fan had daarbij verwacht dat Asimov al dood zou zijn of op zijn minst heel krakkemikkig oud. Asimov begint genoeg te krijgen van het verhaal van de fan en slaat hem in een slag dood, typisch nog "in de kracht van zijn leven".